# 投手丘

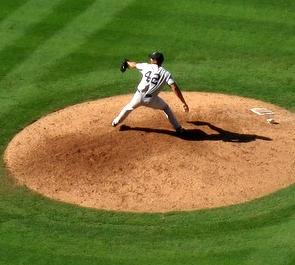
正在投手丘上投球的投手

投手丘（ Pitcher's mound）指的是在棒球比賽中，投手投球的區域。從上面看來是圓形的，比運動場其他的地方還高的土堆。中央埋著一塊被稱為投手板的白色橡膠板。在與棒球非常類似的球類運動壘球中並沒有投手丘，而是在一塊平坦，圓形，被稱為Pitcher's Circle的區域中上面的投手板上投球。

## 形狀
為直徑18呎（約5.49m）的圓形土堆。高度為10吋（25.4cm）。有點像是碗倒蓋的形狀。而埋在投手丘中央的投手板是一塊横24吋（約61cm），縱6吋（約15cm）的長方形。從本壘板五角形的尖端到投手板的距離為61呎6吋（18.75m）。在投手要做投球動作的時候，腳一定要踏在投手板上。牛棚裡的投手丘，因為要節省空間所以不是圓形，而是半圓柱型的。

## 規則上的變遷
一般而言，從物理學的角度來看，投手丘愈近或愈高，投手的投球角度與球速都會比較有優勢。但在19世紀時投手投球的區域只被設定為長方形來看，投手丘並不存在。直到19世紀後半，為了不讓大聯盟的投手在投手丘上有太大的優勢，在1893年的規則上，明確規定要在投手丘上（或是投球區域內）設置投手板。之後，隨著投球技術的向上，關於投手丘的高度也做了以下的修正。
- 1904年、加上了高度最高為15吋的限制。
- 1950年、統一高度為15吋。
- 1969年、高度變更為10吋，也規定了傾斜度。

1968年，可說是大聯盟的「投手年」，在投高打低的趨勢下，修訂了投手丘必須減低的規則直到現在。又，在1988年日本棒球機構（NPB）也有同樣的規則更動。關於投手丘的傾斜度，是以一呎的長度比一吋的高度的比例去建造的，但實際上因為在投手丘的中心有投手板，所以沒辦法建造的很精準，更不可能在一開始蓋棒球場的時候去測量，所以對應整備狀況在規則上也會有一些細微的不同。再者，投手為了使自己容易投球，有時候會用釘鞋在投手丘上增加或減少土量，所以要作出像規定一樣的投手丘其實很難。在投手丘上使用的土的材質也因球場不一樣而不同，同一個投手在特定的球場中，對於不同的投手丘也有著不同的習慣程度。

## 起源
起因為，在投手所站的位置附近草皮較容易亂長，或是因為前晚的大雨使得球場積水等因素，為了要使排水良好而做成的土堆。久了也就變成慣例，所以在巨蛋球場等理論上不會下雨的地方也設置有投手丘。

## 可動式投手丘
在巨蛋類球場中較常見，為了使地面平坦以舉辦棒球以外的球類運動。(典型的例子為美式足球)。在東京巨蛋有著可收納投手丘到地面下的裝置。

## 脚注
1. ↑  有同一種習慣的投手(如增加土量)時比較不會發生，但是如果習慣相反時(如一個習慣增加，一個習慣減少)時，會發生把對手多增加的土踢走(或是把對手踢走的土補回來)的重複狀況。因此，在日本職業棒球，當比賽進行到五局結束時，會用類似耙子的工具(但前方是平坦狀，並無齒狀)把土堆回平坦的樣子。

## 關聯項目
- Baseball Library (Rules Chronology 1) （页面存档备份，存于）
- Baseball Library (Rules Chronology 2)